# Daryl Homer
Daryl Homer (São Tomás (Ilhas Virgens Americanas), 16 de julho de 1990) é um esgrimista estadunidense, medalhista olímpico no sabre.

## Carreira

### Rio 2016
Daryl Homer representou seu país nos Jogos Olímpicos de Verão de 2016, no sabre. Conseguiu a medalha de prata no Esgrima nos Jogos Olímpicos de Verão de 2016 - Sabre individual masculino, perdendo na final para o favorito hungaro Áron Szilágyi.